# Каптоприл
Каптоприл (Капотен) је средство из групе АКЕ-инхибитора, које се користи за лијечење хипертензије и инсуфицијенције срца. У Србији се продаје под називом Зоркаптил.

## Дјеловање
Дјеловање каптоприла се базира на блокирању ангиотензин конвертујућег ензима.m